# Station Nieuwkoop
Station Nieuwkoop is een voormalig Nederlands spoorwegstation aan de spoorlijn Uithoorn – Alphen aan den Rijn. Het station werd geopend op 1 augustus 1915 en gesloten op 1 januari 1936.
Het stationsgebouw (gebouwd naar type Hesm I) werd gebouwd in 1913. Het gebouw is gesloopt in 1970.